# Violentomètre

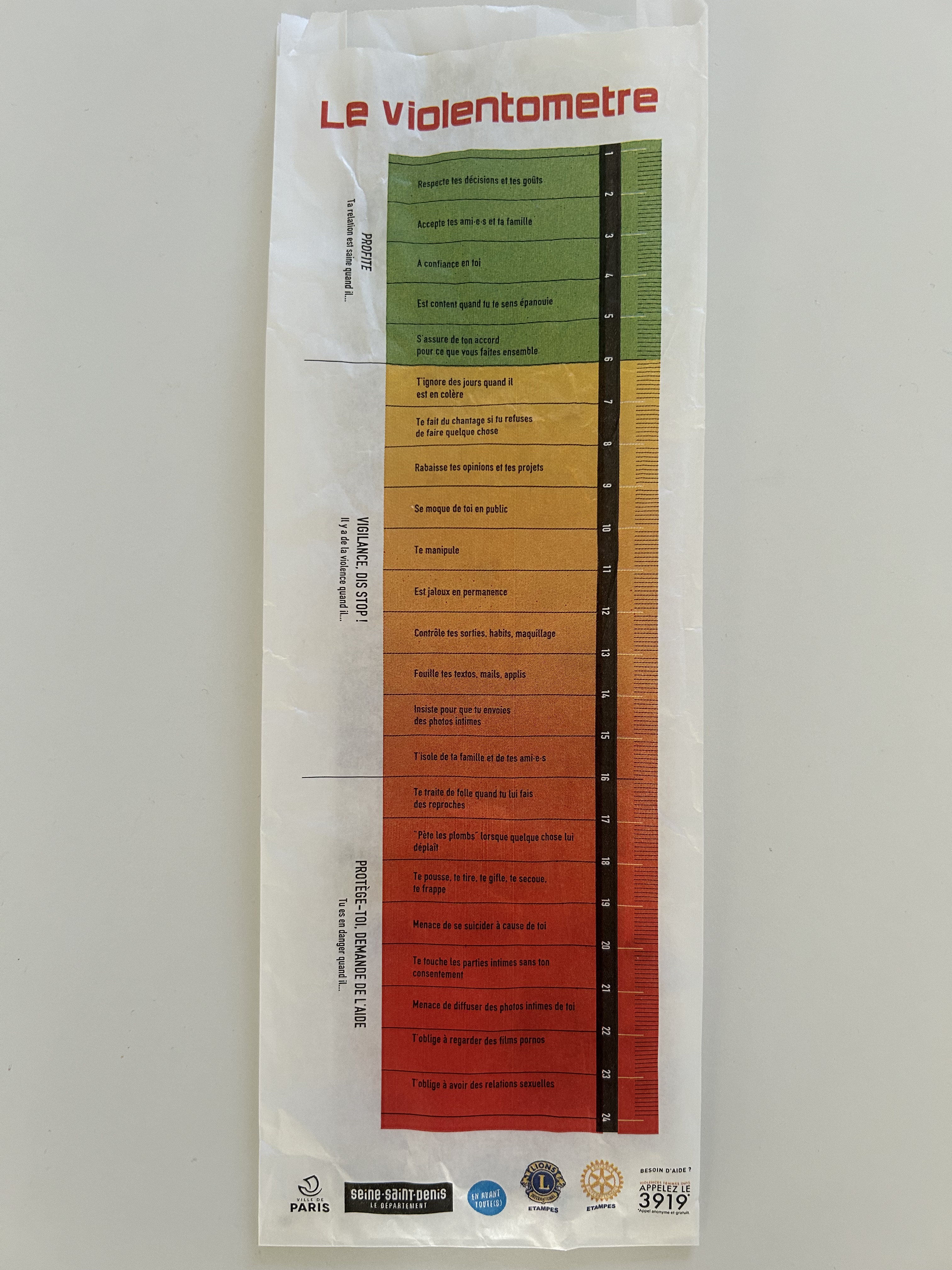
Violentomètre.

Le violentomètre est un outil réalisé en forme de règle de mesure pour permettre aux jeunes femmes de mesurer le degré de violence dans leur couple.
L'outil, inspiré du violentómetro mexicain, a été conçu par la ville de Paris (notamment Hélène Bidard), l'Observatoire des violences envers les femmes du Conseil départemental de la Seine-Saint-Denis et l'association En Avant Toute(s) pour permettre aux jeunes femmes d'évaluer, à travers des exemples de situations concrètes, le degré de violence dans leur couple,,.

## Histoire
À l'initiative du collectif NousToutes, Le violentomètre a particulièrement été diffusé sur des sacs à baguette. Objet du quotidien, il est idéal pour sensibiliser chacune et chacun sans avoir besoin d'aller au sein d'une association de prévention. Cette action fut répétée d'année en année, à l'initiative des communes.,

## Influences
Le modèle du violentomètre a influencé d'autres outils similaires (par ordre alphabétique) :
- Le baromètre des violences gynécologiques[7],[8]
- Le baromètre safe thèse (pour les personnes doctorantes)
- Le consentomètre (consentement entre personnes étudiantes)
- Le déontomètre (confiance thérapeutique)
- Le discriminomètre (discriminations)
- L'impunomètre (impunité sociale et institutionnelle qui sous-tend la violence masculine)
- Le harcèlomètre (harcèlement)
- Le harcèlomètre du monde scientifique
- Le michetomètre (prostitution et proxénétisme)
- Le plaintomètre (port de plainte)
- Le pornomètre (pornographie)
- Le queer violentomètre (personnes Queer)
- Le réglo'sport (violences dans le sport)
- Le violenthospito'mètre (violences sexistes et sexuelles à l'hôpital)[9],[10]
- Le violentomètre dans l'environnement professionel
- Le violentomètre de la fête[11]
- Le violentomètre de l'environnement scientifique
- Le violentomètre safe prof (relation profs/élèves à l'université)